# خان الجبل
خان الجبل قرية سورية تتبع ناحية مركز المالكية في منطقة المالكية التابعة لمحافظة الحسكة. بلغ عدد سكانها 988 نسمة عام 2004.
تقع في أقصى شمال شرق سورية على بعد 11 كم إلى الجنوب الغربي من مدينة المالكية.